# طوایف بختیاری
ایل بختیاری یکی از کهن‌ترین ایل‌های فلات ایران است، که در جنوب‌غربی ایران زندگی می‌کنند. از نظر تقسیمات استانی، طایفه‌های ایل بختیاری اغلب در چهارمحال و بختیاری، خوزستان، جنوب لرستان و غرب استان اصفهان پراکنده می‌باشند. تا پیش از این، تمام محل زندگی بختیاری‌ها به عنوان سرزمین بختیاری یا ناحیه بختیاری و کوهستان بختیاری شناخته می‌شد.
ایل بختیاری دارای تقسیمات خاص طایفه‌ای است، که پیشینه آن به اواخر سده پانزدهم و اوایل سده شانزدهم میلادی بازمی‌گردد و به‌عنوان نمودار اجتماعی ایل بختیاری شناخته می‌شود و بر پایه آن، طایفه‌های بختیاری به دو شاخه هفت‌لنگ و چهارلنگ تقسیم می‌شوند. هر یک از این دو شاخه، از چندین باب تشکیل شده و هر باب از چند طایفه، هر طایفه از چند تیره و هر تیره از چند تش و هر تش، از چند اولاد و هر اولاد نیز از چندین خانوار تشکیل شده است. خانوار کوچک‌ترین بخش، در تقسیمات و ساختار اجتماعی ایل بختیاری محسوب می‌شود.

## تقسیمات ایلی
ایل بختیاری به دو شاخه اصلی هفت‌لنگ و چهارلنگ تقسیم می‌شود.
- شاخه هفت‌لنگ از ۴ باب تشکیل شده است:

1. بابادی باب
2. بختیاروند
3. دورکی
4. دینارانی

- شاخه چهارلنگ نیز از ۵ باب تشکیل شده است:

1. محمود صالح
2. ممی‌وند
3. زلکی
4. کیان ارثی
5. موگویی[۹]

## طایفه‌های هفت‌لنگ

### بابادی
1. میرقائد
2. گله
3. شهنی
4. گمار
5. احمدمحمودی
6. شیخ رباط
7. ململی
8. مدملیل
9. عکاشه
10. بابادی عالی انور
11. آرپنایی
12. پبدنی
13. نوروزی
14. احمد سمالی
15. نصیر
16. راکی

### بختیاروند
1. بهداروند
2. علاءالدین‌وند
3. فِرگنی
4. منجزی
5. بلیوند
6. تیردی
7. گندائی
8. آل جمالی
9. زیلایی
10. چینگایی
11. سُهرَوْ
12. مش مرداسی
13. جانکی سردسیر
14. دیناشی
15. لرزنی
16. کیارسی
17. عرب کمری
18. مشهوند
19. اسنکی[۱۰]

### دورکی
1. آسترکی
2. بابااحمدی
3. زراسوند
4. چهاربری
5. موری
6. اسیوند
7. چهرازی
8. گندلی[۱۱]

### دینارانی
1. اورک
2. شالو
3. عالی محمودی
4. نوروزی
5. بویری
6. گوروئی
7. سهید
8. سرقلی
9. کورکور

## طایفه‌های چهارلنگ

### محمود صالح
1. آورش
2. ممزایی
3. مُمجِلاردین (محمد جلال الدین)
4. آدِگار
5. قلی
6. عالی داوود
7. کافِلی
8. کُتُکی
9. شیخ سلیمان احمد
10. آرپناهی
11. دودانگه
12. سادات شاهزاده عبدالله
13. شیخ برهان عالی
14. لیوسی
15. گوروی
16. موزرمونی
17. اُورَک
18. باوا
19. هارونی

### زلکی
- تاجمیری
- دوزنی
- هزاروسی
- جاوند
- بریم وند
- چهارطایفه
- آریاسی
- آصفی (جنانی)
- پارسه
- بلفایی

### ممی‌وند
1. فولادوند
2. حاجیوند
3. عیسوند
4. بساک
5. عبدالوند

### موگویی
1. سادات صالح کوتاه
2. خواجه باجول
3. خواجه موگوئی
4. شیرازی
5. گزی
6. حسامی
7. کیماس
8. مهدور
9. بیرگونی
10. سوادکوهی
11. چرمی
12. شمسی
13. شیاس
14. سرلک
15. چیوایی
16. هلیل
17. دویستی
18. ترابی
19. مرادی
20. احمدی
21. طهماسبی
22. شاهرخی
23. جزی
24. براتی
25. اسکندری

### کیان ارثی
- باورساد
- برون
- بتندی
- بهوند
- کهیش
- حموله
- مکوندی
- بویری
- بیگدلی
- گندزلو
- جانکی گرمسیر
- طلاوری
- کرد زنگنه[۱۲]
- زنگنه
- محمد جعفری
- هرکل
- تمبی
- گل‌گیری
- استکی
- بوربورون
- عالی جعفری
- گشتیل
- غریب‌وند
- اسفراین
- ممبینی
- بلواسی

## محاسبه مالیات
در گذشته در زمان میرجهانگیر خان آسترکی بختیاری، گردش حکومت ایلیاتی به‌وسیله مالیات سرانه‌ای بوده است که از دامداران می‌گرفتند و اقتصادِ حکومت خان‌ها بر اساس همین مالیات بود. این مالیات بر اساس میزان تولید فرآورده‌های دامی به نوع مراتع و وسعت آن و شمار دام و شمار نفراتی که در ایل، قدرت کارایی در امر تولید دام و پرورش آن را داشته‌اند، بستگی داشته است.
همه بختیاری از لحاظ گرفتن مالیات به دو بخش عمده تقسیم می‌شد: از یک بخش که دام زیادتر و مراتع بهتر داشته‌اند، مالیات بیشتری دریافت می‌شد و از بخش دیگر مالیاتِ کمتر. واحد گرفتن مالیاتِ دامی در ایل، بر حسب مادیان تعیین می‌شد. برای هر رأس مادیان، سالانه مقداری پول، ۳۰–۱۰ ریال؛ به معیار آن زمان دریافت می‌کردند.
جدول اخذ مالیات چهارلنگ‌ها، به شرح زیر بوده است:
| یک رأس مادیان | یک رأس (۴ لنگ) مادیان | ۱۰ریال مالیات  |
| چهار رأس گاو  | یک رأس (۴ لنگ) مادیان | ۱۰ ریال مالیات |

چون یک رأس مادیان، برابر واحد گرفتن مالیات دامی به معنی چهار لِنگ (چهار پا) محسوب می‌شده، افراد این منطقه که مشمول پرداخت این نوع مالیات بودند، به چهارلنگ معروف شدند.
گروه دیگر، که جمعیتی بیشتر داشتند، مقدار مالیات را به اندازه هفت لِنگ مادیان، یعنی ۲ رأس مادیان (=هشت لنگ)، منهای یک لِنگ، یعنی هفت لنگ مادیان می‌داده‌اند. روی این اصل، مردم این منطقه، به نام هفت لنگ معروف شدند.
| یک رأس مادیان + ۳ لنگ مادیان | ۷ لنگ مادیان  | ۱۷/۵ریال مالیات |
| هفت رأس گاو                  | یک رأس مادیان | ۱۰ ریال مالیات  |

جدول اخذ مالیات هفت لنگ‌ها، به شرح زیر بوده است:
یک مادیان = ۱۰ریال مالیات
در مورد همین مالیات گرفتن، خان‌ها به دلایل سیاسی در خود ایل و نزدیکی و دوری طایفه‌ها به خان‌ها، بین طایفه‌ها فرق می‌گذاشتند و به بعضی‌ها امتیازاتی می‌دادند. گرفتن مالیات توسط کلانتران ایل انجام می‌گرفت و در عوض خود این کلانتران از پرداخت مالیات معاف بودند.

## سازمان اجتماعی
یکی از ویژگی‌های سازمان اجتماعی ایل بختیاری، وجود واحدهای متعددِ اجتماعی و در هم تنیده در داخل ایل است که درجه بسیار بالایی از گروه‌بندی عمودی، در سطوح مختلف درآن جلوه‌گر است. ساختارِ اجتماعی از یک سیاه چادر آغاز گشته و تا ایل ادامه می‌یابد. در تقسیمات سنتی عشایر بختیاری، هر تَش به چند اولاد تقسیم می‌گردد، که در گویش بختیاری، بدان کُربَو (پسر و پدر) نیز می‌گویند. هر اولاد از حدود ده‌ها خانوار تشکیل می‌گردد و به‌طور متوسط هر خانوار، داری یک بُهُون (سیاه چادر) است، که واحد مسکونی عشایر بختیاری به حساب می‌آید.
سیاه چادر
هر چادر مأوای یک خانوادهٔ بختیاری است که به آن مال نیز می‌گویند.
اولاد
هر اولاد مشتمل بر سه تا دوازده سیاه چادر یا بیشتر است که خانوادهٔ گسترده‌ای است و اردو نیز خوانده می‌شود.
تَش
مجموع چند اولاد، تش نامیده می‌شود. سرپرستیِ هر تش را فرد کاردان و فعالی از همان تَش به‌عهده دارد که به ریش‌سفید مشهور است.
تیره
درطوایفِ مختلف بختیاری هر تیره به چند تش تقسیم می‌گردد. در کوچ‌ها، اردوهایی که با هم خویشاوندند به صورتِ واحدهای کوچنده (تیره) -که جمعیت هر کدام به چند صد نفر بالغ می‌شود- گرد هم می‌آیند، بنابراین مجموع چند تش، که همگی با هم خویشاوند هستند را یک تیره می‌نامند.
طایفه
از ترکیبِ تیره‌ها، طایفه به وجود می‌آید که جمعیتِ بزرگترینِ آنها (مانند:اورک، زراسوند، بامدی و جانکی) به ۳۰۰ تا ۴۰۰ هزار نفر می‌رسد.
باب
باب یا بلوک، نتیجهٔ ترکیبِ چند طایفه است. (مانند: بختیاروند، کیان ارثی، دورکی، محمود صالح) ولی هیچ نسبت خویشاوندی بین طایفه‌های یک باب وجود ندارد و به مجموع چند طایفه که از نظر جغرافیایی نزدیک به هم زندگی کرده‌اند، باب گفته می‌شود.
شاخه
چند باب با هم یک شاخه می‌سازند. ایلِ بختیاری در کل دو شاخهٔ اصلی دارد که چهارلنگ بختیاری و هفت‌لنگ بختیاری هستند.